# Europa Cup (korfbal) 1995
De Europacup korfbal 1995 is de 10e editie van dit internationale zaalkorfbaltoernooi. Voor de eerste keer in de toernooigeschiedenis werd het toernooi gespeeld in Hongarije.

## Deelnemers
Poule A
| Club            | Plaats         | Poule |
| --------------- | -------------- | ----- |
| Catba           | Antwerpen      | A     |
| Grün-Weiss      | Castrop-Rauxel | A     |
| ISEF Agon Clube | Lissabon       | A     |
| Gödöllö         | Boedapest      | A     |

Poule B
| Club      | Plaats    | Poule |
| --------- | --------- | ----- |
| ROHDA     | Amsterdam | B     |
| Prievidza | Prievidza | B     |
| VKC Kolín | Kolín     | B     |
| Mitcham   | Londen    | B     |

### Poulefase Wedstrijden
Poule A
| Thuisploeg      |   | Uitploeg        | Uitslag |
| --------------- | - | --------------- | ------- |
| Catba           | - | ISEF Agon Clube | 22-6    |
| Grün-Weiss      | - | Gödöllö         | 31-6    |
| ISEF Agon Clube | - | Gödöllö         | 15-12   |
| Catba           | - | Grün-Weiss      | 22-12   |

Poule B
| Thuisploeg |   | Uitploeg  | Uitslag |
| ---------- | - | --------- | ------- |
| ROHDA      | - | Prievidza | 34-14   |
| Mitcham    | - | VKC Kolín | 16-15   |
| Prievidza  | - | VKC Kolín | 12-25   |
| ROHDA      | - | Mitcham   | 28-8    |

## Finales
| 7e&8e plaats |           |    |
|              |           |    |
| A4           | Prievidza | 14 |
| B4           | Gödöllö   | 16 |

| 5e&6e plaats |                 |    |
|              |                 |    |
| A3           | VKC Kolín       | 13 |
| B3           | ISEF Agon Clube | 16 |

| 3e&4e plaats |            |    |
|              |            |    |
| A2           | Mitcham    | 10 |
| B2           | Grün-Weiss | 22 |

| Finale |       |    |
|        |       |    |
| A1     | ROHDA | 23 |
| B1     | Catba | 19 |

| Kampioen EuropaCup 1995 |
| ----------------------- |
| ROHDA Tweede titel      |

## Eindklassement
| Positie | Club            |
| ------- | --------------- |
| Goud    | ROHDA           |
| Zilver  | Catba           |
| Brons   | Grün-Weiss      |
| 4       | Mitcham         |
| 5       | ISEF Agon Clube |
| 6       | VKC Kolín       |
| 7       | Gödöllö         |
| 8       | Prievidza       |